# Еркје
Еркје (итал. Erchie) је насеље у Италији у округу Бриндизи, региону Апулија.
Према процени из 2011. у насељу је живело 8468 становника. Насеље се налази на надморској висини од 68 м.

## Становништво
| 1931. | 1936. | 1951. | 1961. | 1971. | 1981. | 1991. | 2001. | 2011. |
| ----- | ----- | ----- | ----- | ----- | ----- | ----- | ----- | ----- |
| 4.218 | 4.418 | 5.468 | 6.463 | 6.956 | 8.097 | 8.821 | 8.740 | 8.772 |